# Potloodmot
De potloodmot  (Bedellia somnulentella) is een vlinder  uit de familie van de venstermineermotten (Bedelliidae). 
De soort is bekend als bladmineerder in planten uit de windefamilie, in Nederland en België met name haagwinde en akkerwinde. De rups maakt aanvankelijk een gangmijn in de waardplant, maar in latere stadia worden blaasmijnen gemaakt. De rups is vaak te groot voor de mijn en steekt er uit met zijn achterkant. Verpopping vindt niet in een mijn plaats.
De spanwijdte van de imago bedraagt tussen 8 en 11 millimeter.
De soort kent een wereldwijde verspreiding. In Nederland en België is de soort niet zo algemeen.